# دوران طلایی آزادی اندیشه
دوران طلائی آزادی اندیشه (انگلیسی: Golden Age of Freethought) اصطلاحی است که برخی مواقع برای توصیح رواج محدود آزاد اندیشی در آمریکا اواخر قرن نوزدهم شکل گرفت. این دوره از حدود ۱۸۷۰ شروع شده و لااقل تا اواخر قرن ادامه می یابد. سوزان جاکوبی پایان دوران طلائی را آغاز جنگ جهانی اول قرار می دهد. دوران طلائی با سخنرانی‌های رابرت جی. اینگرسال تشویق می شد، ترویج عمومی آثار چارلز داروین، حق رای برای زنان، و دیگر گرایش‌های سیاسی، عملی و اجتماعی باعث برخوردهای جدی بین آنها و سنت‌های مذهبی شده و همچنین موجب شد مردم عادی در مورد جهان بینی سنتی رایج تجدید نظر نمایند.